# Pamlico Sound

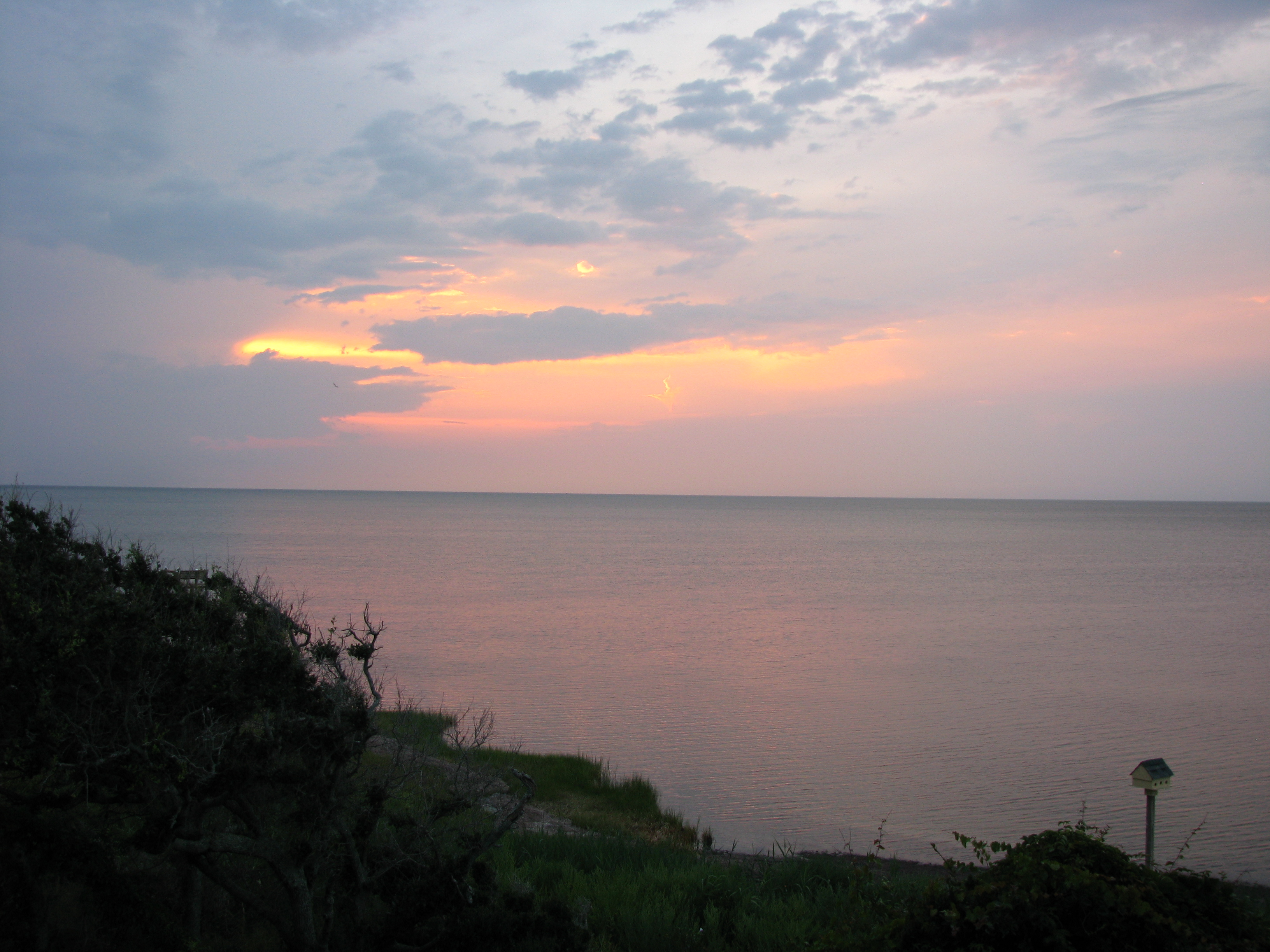
Atardecer en el Pamlico Sound visto desde Buxton.

El Pamlico Sound (a veces traducido por estrecho de Pamlico) (en inglés: Albemarle Sound, pronunciado [ˈpæmlɨkoʊ]) es una laguna costera de la costa atlántica de los Estados Unidos, localizada al noreste de Carolina del Norte. Está protegida del océano Atlántico por el escudo que forman los Outer Banks y es el mayor lagoon de la costa Este de los EE. UU., con 129 km de longitud y de 24 a 48 km de anchura.

## Geografía
El Pamlico Sound es una masa de agua separada del océano Atlántico por el Outer Banks, una hilera de islas de barrera bajas y arenosas, entre las que se destaca el cabo Hatteras. Los ríos Neuse (443 km) y Pamlico (346 km) (este último, el estuario del río Tar) desaguan en el sound procedentes del oeste. El Pamlico Sound está conectado, al norte, con el Albemarle Sound, a través de los pasajes del Roanoke Sound y el Croatan Sound. El Core Sound es el estrecho del extremo sur.
El sound y sus ensenadas oceánicas se caracterizan por grandes extensiones de aguas poco profundas y barras ocasionales, haciendo que la zona sea peligrosa para la navegación de los barcos grandes. Además, las aguas poco profundas son susceptibles al viento y a la presión barométrica que provocan fluctuaciones mareales. Este efecto se amplifica en los ríos tributarios, en los que los niveles del agua pueden cambiar hasta 60 cm en tres horas, cuando los vientos están alineados con los ejes de los ríos y soplan con fuerza.
El Pamlico Sound es parte de una gran red interconectada de estuarios de tipo lagoons. Como conjunto, es el segundo estuario mayor de los Estados Unidos (tras la bahía de Chesapeake, el más grande). Siete sounds componen el conjunto: Albemarle, Currituck, Croatan, Pamlico, Bogue, Core y Roanoke.
Los tramos de la costa nacional del Cabo Hatteras (Cape Hatteras National Seashore) y la costa nacional del Cabo Lookout (Cape Lookout National Seashore) se encuentran en las islas de barrera. A lo largo de las zonas costeras son numerosos los sitios de anidación de aves acuáticas, incluyendo el Refugio Nacional de Vida Silvestre Isla Pea (Pea Island National Wildlife Refuge) y el Refugio de Vida Silvestre Nacional Swanquarter ( National Wildlife Refuge), en el continente.

## Historia
El explorador florentino Giovanni da Verrazzano (1485-1528), al servicio de Francisco I de Francia, exploró en 1524, con La Dauphine, la costa atlántica de Norteamérica en busca de un paso por el noreste hacia la India. En una carta dirigida a Francisco I, escribió que estaba convencido de que el Pamlico Sound era el comienzo del océano Pacífico, por el que podría ser un acceso a China. Este informe causó uno de los muchos errores en la representación de América del Norte en los mapas de la época.
El Pamlico Sound forma parte de la ruta de navegación del Canal Intracostero del Atlántico.